# Мачей Шимански
Мачей Гжегож Шимански (на полски: Maciej Grzegorz Szymański) е полски славист и дипломат, посланик в Словения (1998 – 2002), Сърбия (2005 – 2009), Хърватия (2013 – 2017) и България (от 2019 г.).

## Биография
Мачей Шимански е роден на 25 януари 1957 г. в град Милич, Полска народна република. Израства в град Мендзижец Подляски, след което завършва гимназия във Вроцлав. През 1981 г. завършва югославистика в Силезийския университет в Катовице, специализира македонски и сърбохърватски езици.
През 1982 г. започва професионалната си кариера в библиотеката „Осолински“ във Вроцлав. От 1984 до 1992 г. работи като учен в Славянския институт на Полската академия на науките, където защитава докторска степен, теза по славянска филология.
През 1992 г. постъпва на работа в Министерството на външните работи на Полша. Започва като началник на отдел в Консулски отдел. През 1995 г. става заместник-директор на Консулски отдел. През 1998 г. е директор на Департамента за Централна и Югоизточна Европа. През същата година той е номиниран за посланик в Словения, а следващата година е акредитиран и в новосъздаденото посолство в Сараево, Босна и Херцеговина. През 2002 г. се завръща в Консулски отдел, като началник на звено, а след това и като директор. От 2005 до 2006 г. е посланик в Сърбия и Черна гора, а от 2006 до 2009 г. в Сърбия. В същото време в министерството е бил директор на отдела за сътрудничество с полската диаспора и поляците в чужбина.
През януари 2013 г. Шимански започна мисията си като посланик в Хърватия, приключвайки мандата си през юли 2017 г. След това в продължение на една година той е директор на Дипломатическата академия. От февруари до октомври 2018 г. е генерален директор на Министерството на външните работи. През април 2019 г. е назначен за посланик в България.
Шимански е женен, има пет деца. В свободното си време снима природа, предимно птици. Неговите творби са публикувани в книги, атласи и списания, включително „National Geographic“.